# Харьковцы (Пирятинский район)
Харьковцы (укр. Харківці) — село,
Харьковецкий сельский совет,
Пирятинский район,
Полтавская область,
Украина.
Население по переписи 2001 года составляло 664 человека.
Является административным центром Харьковецкого сельского совета, в который, кроме того, входят сёла
Высокое и
Вишневое.

## Географическое положение
Село Харьковцы находится в 2-х км от левого берега реки Удай,
выше по течению на расстоянии в 3 км расположено село Каплинцы,
ниже по течению на расстоянии в 1 км расположено село Высокое,
на противоположном берегу — город Пирятин.

## История
Село указано на подробной карте Российской Империи и близлежащих заграничных владений 1816 года
Михайловская церковь в Харьковцах известна с 1758 года

## Экономика
- ЧП «Удача».[источник не указан 1399 дней]
- ЧП «Лукулл».[источник не указан 1399 дней]